# Єгозово (Горняцьке сільське поселення)
Єго́зово (рос. Егозово) — селище у складі Ленінськ-Кузнецького округу Кемеровської області, Росія.

## Населення
Населення — 815 осіб (2010; 849 у 2002).
Національний склад (станом на 2002 рік):
- росіяни — 95 %